# Adrien-Quentin Buée
Pour les articles homonymes, voir Buée (homonymie).
Adrien-Quentin Buée, également appelé l'abbé Buée, né en 1748 à Paris et décédé le 11 octobre 1826 à Paris également, est un prêtre[évasif], mathématicien et compositeur français, ayant notamment travaillé sur les nombres complexes.
Son traité Mémoire sur les quantités imaginaires est un des premiers à introduire la géométrie des nombres complexes en 1806.
Réactionnaire et contre-révolutionnaire, il s'oppose aux abbés jureurs dans De par la Mère Duchesne. Anathèmes très-énergiques contre les jureurs.
Il a également fait passé sous le manteau le dictionnaire « pour servir à l'intelligence des termes mis en vogue par la Révolution ; dédié aux amis de la religion, du roi et du sens commun », une œuvre contre-révolutionnaire pendant la Révolution française.

## Biographie
Il a pour frère Pierre-Louis Buée (1740-1827), avec lequel il écrit une œuvre contre-révolutionnaire et Auguste, et pour parents Adrien Joseph Buée (1708-1778) et Marie-Angélique Gantellet (née en 1714).
Il arrive en tant que maître de musique à la cathédrale de Coutances en février 1766

## Œuvres
- Adrien-Quentin Buée et Pierre-Louis Buée, Étrennes de la Mère Duchesne. Vivent le Roi, la Reine et leur chere famille, Jean-Baptiste-Nicolas Crapart, 1792, 52 p. (BNF 30364362)
- Mémoire sur les Quantités Imaginaires, 1806 (lire en ligne)
- Réflexions sur les deux éditions des Oeuvres complètes de Voltaire, Paris, A. Le Clère, 1817, 61 p. (BNF b316023732)
- Nouveau Dictionnaire, pour servir à l'intelligence des termes mis en vogue par la Révolution, dédié aux amis de la religion, du roi et du sens commun, Paris, 1821, 124 p. (lire en ligne)